# Монтичано
Монтичано (итал. Monticiano) — коммуна в Италии, располагается в регионе Тоскана, в провинции Сиена.
Население составляет 1412 человек (2008 г.), плотность населения составляет 13 чел./км². Занимает площадь 109 км². Почтовый индекс — 53015. Телефонный код — 0577.

## Демография
Динамика населения:

## Администрация коммуны
- Официальный сайт: http://www.comune.monticiano.siena.it/